# Prionus coriarius
Prionus coriarius là một loài bọ cánh cứng trong họ Cerambycidae.

## Hình ảnh

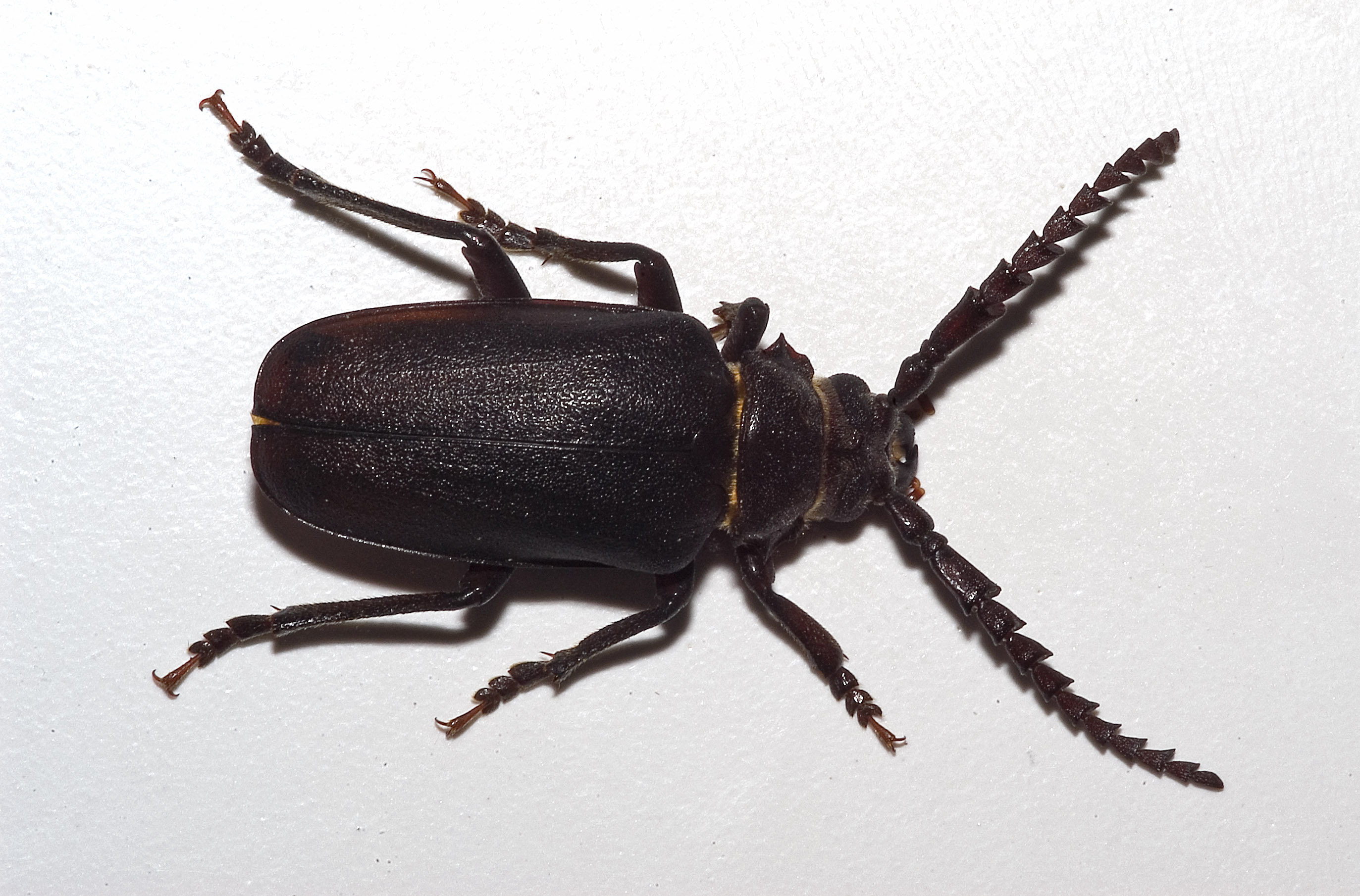
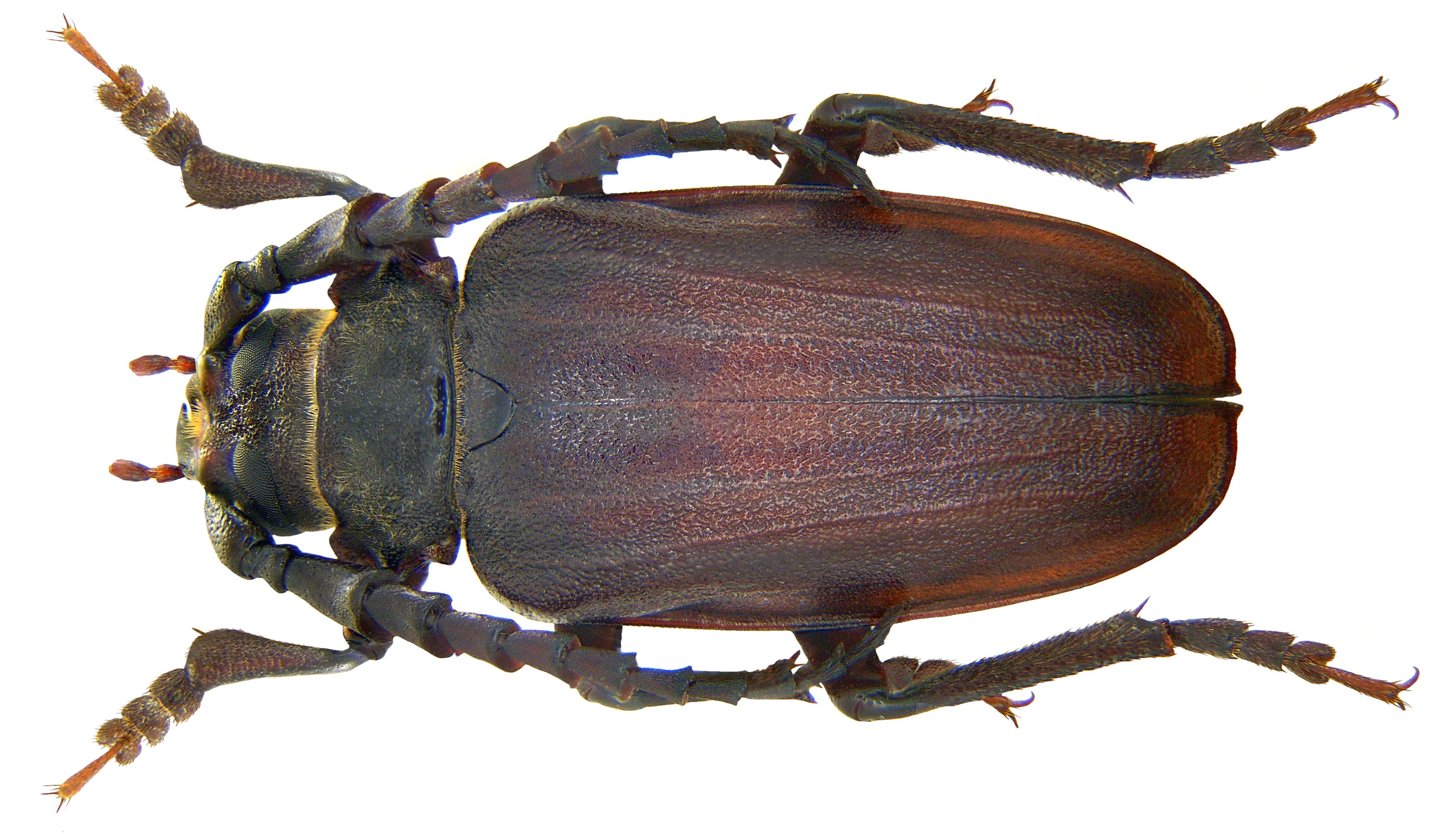
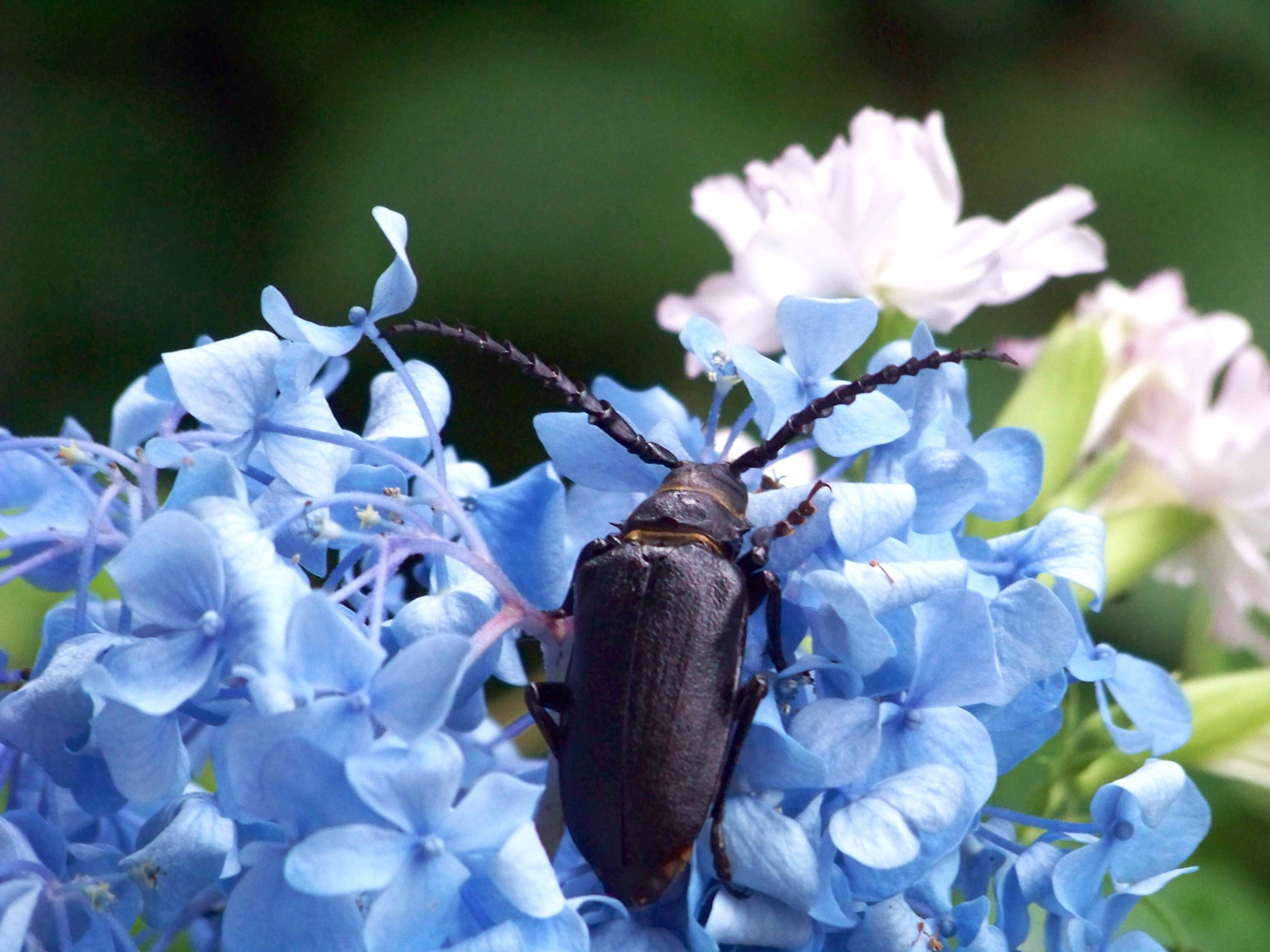
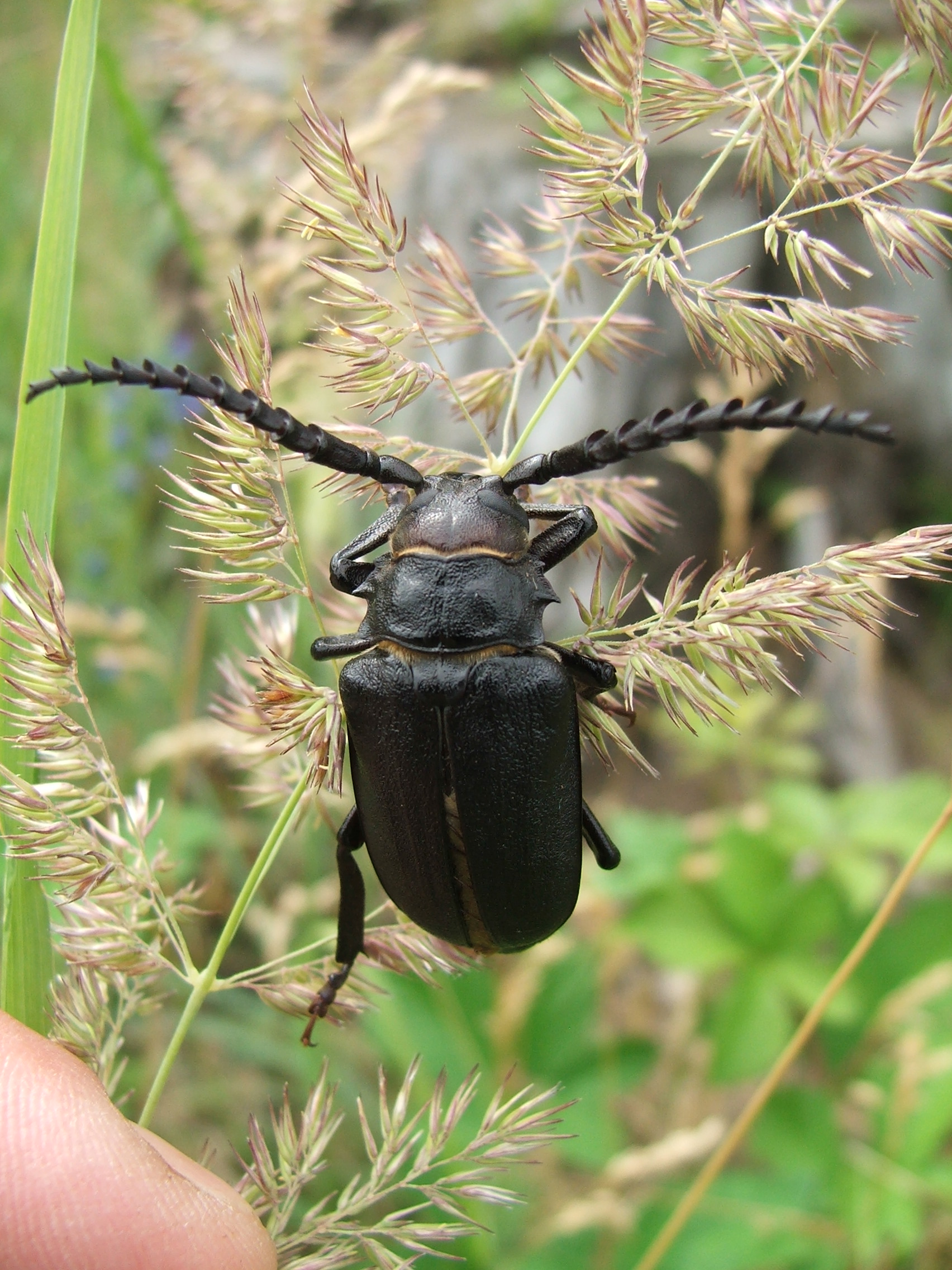